# Florêncio Neto
Raimundo Florêncio Monteiro Neto, conhecido no meio político como Florêncio Neto (Bacabal, 20 de março de 1987) é um empresário e político brasileiro. Filiado ao PSB, é deputado estadual do Maranhão.

## Carreira política
Em 2012, elegeu-se vereador de Bacabal pelo PHS, sendo o mais votado com 2.193 votos. Em 2016, foi eleito vice-prefeito de Bacabal, na chapa de José Vieira Lins, já falecido. 
Elegeu-se deputado estadual com 56.100 votos, nas eleições de 2022.